# Gobierno de Juan Pablo Rojas Paúl
El gobierno de Juan Pablo Rojas Paúl (1888-1890) fue electo por los Estados Federales con el visto bueno del dictador Antonio Guzmán Blanco, y como parte del Partido Liberal, dándole una nueva dirección y siendo el segundo gobierno civil del partido (el primero en ser electo), apartándose de la influencia guzmancista.

## Contexto histórico
El dictador Antonio Guzmán Blanco había gobernado el país encabezando el Partido Liberal, que tenía proscrita la oposición. Guzmán se había vuelto impopular, y desconfiaba de la influencia y las intenciones políticas del expresidente Joaquín Crespo, por lo que sugirió una convención del partido para elegir un candidato. De cinco candidatos, resultó electo con 6 votos el civil Juan Pablo Rojas Paúl, un experimentado abogado. Crespo y Guzmán abandonaron al país para evitar caer en conflictos, esperando regresar después; en el caso de Guzmán, resultó su salida final de Venezuela.

## Política nacional

### Política económica
Durante este tiempo hubo un auge en los precios del café, lo que fue favorable a la economía nacional.

### Política de infraestructura
El gobierno de Rojas Paúl se enfocó en la infraestructura, terminando proyectos iniciados por Guzmán Blanco e iniciando obras de vialidad e infraestructura como el Hospital Vargas.

### Política educativa
Durante el bienio de Rojas Paúl disminuyó el enfrentamiento con la Iglesia católica iniciado por Guzmán, permitiendo a la creación de facultades de ciencias eclesiásticas en los colegios nacionales de Maracaibo y Barquisimeto, así la inmigración de las monjas francesas de San José de Tarbes, con la finalidad de abrir un plantel educativo para niñas en Caracas.

## Política exterior
El gobierno inauguró el cable submarino La Guaira-Antillas Francesas-Europa en julio de 1888.

## Análisis
De acuerdo con el historiador Wilmer Ávila, el bienio de Juan Pablo Rojas Paúl «representó el inicio del agotamiento del modelo político liberal creado e impuesto por Antonio Guzmán» y según este «la mayor virtud que podemos aplicarle a Rojas Paúl, fue su habilidad para realizar durante su gobierno el proceso que llevó al fin de la hegemonía de Guzmán Blanco y los suyos sin ninguna consecuencia violenta».